# Phoenicoprocta chrysorrhoea
Phoenicoprocta chrysorrhoea är en fjärilsart som beskrevs av George Francis Hampson 1899. Phoenicoprocta chrysorrhoea ingår i släktet Phoenicoprocta och familjen björnspinnare. Inga underarter finns listade i Catalogue of Life.